# Szczególnie zarządzany obszar Antarktyki
Szczególnie zarządzany obszar Antarktyki, ASMA (od ang. Antarctic Specially Managed Area) – obszar Antarktyki podlegający specjalnej ochronie w celu ułatwienia planowania i koordynacji działalności ludzkiej. Obszary te mogą być ustanawiane na podstawie załącznika V do Protokołu o ochronie środowiska naturalnego (tak zwanego protokołu madryckiego, podpisanego w Madrycie 4 października 1991).
Mogą one obejmować obszary (zarówno lądowe, jak i morskie), na których występuje ryzyko wzajemnej ingerencji zainteresowanych stron lub skumulowania wpływu działań na środowisko, a także miejsca będące historycznym świadectwem odkryć i badań Antarktyki. W odróżnieniu od szczególnie chronionych obszarów Antarktyki (ASPA), wstęp do szczególnie zarządzanych obszarów Antarktyki nie wymaga zezwolenia, chociaż w obrębie obszaru ASMA może znajdować się jeden lub więcej obszarów ASPA, wymagających pozwolenia na wstęp.
Obszary ustanawiane są w czasie corocznych spotkań konsultatywnych Układu antarktycznego (Antarctic Treaty Consultative Meeting – ATCM) na wniosek dowolnego z państw prowadzących działania naukowe na obszarze Antarktyki (państw stron Protokołu o ochronie środowiska naturalnego do Układu antarktycznego) lub Komitetu Ochrony Środowiska (Committee for Environmental Protection – CEP), Komitetu Naukowego Badań Antarktycznych (Scientific Committee on Antarctic Research – SCAR) czy Komisji do spraw Zachowania Żywych Zasobów Morskich Antarktyki (Commission for the Conservation of Antarctic Marine Living Resources – CCAMLR). Strona wnioskująca o wyznaczenie obszaru zobowiązana jest następnie do zarządzania nim.

## Lista obszarów
Zostało wyznaczonych siedem szczególnie zarządzanych obszarów Antarktyki; w 2014 roku z tej listy skreślono jeden z nich:
| Nr | Nazwa                                       | Położenie                                         | Powierzchnia km² | Kraj proponujący                                                             |
| -- | ------------------------------------------- | ------------------------------------------------- | ---------------- | ---------------------------------------------------------------------------- |
| 1  | Admiralty Bay                               | Wyspa Króla Jerzego, Szetlandy Południowe         | 409,54           | Brazylia, Ekwador · Peru, Polska · Stany Zjednoczone                         |
| 2  | McMurdo Dry Valleys                         | Południowa Ziemia Wiktorii, Antarktyda Wschodnia  | 17 945,42        | Nowa Zelandia · Stany Zjednoczone                                            |
| 3  | Cape Denison, Commonwealth Bay (wykreślony) | Ziemia Jerzego V, Antarktyda Wschodnia            | 1,11             | Australia                                                                    |
| 4  | Deception Island                            | Szetlandy Południowe                              | 158,56           | Argentyna, Chile · Hiszpania, Norwegia · Stany Zjednoczone · Wielka Brytania |
| 5  | Amundsen-Scott South Pole Station           | Biegun południowy, Płaskowyż Polarny              | 26 286,03        | Stany Zjednoczone                                                            |
| 6  | Larsemann Hills                             | Ziemia Księżniczki Elżbiety, Antarktyda Wschodnia | 252,54           | Australia, Chiny · Indie, Rosja · Rumunia                                    |
| 7  | Southwest Anvers Island and Palmer Basin    | Archipelag Palmera                                | 3548,53          | Stany Zjednoczone                                                            |